# 松平乗美
松平 乗美（まつだいら のりよし）は、江戸時代後期の大名。美濃国岩村藩主。乗政流大給松平家6代。官位は従五位下・河内守、能登守。

## 生涯
寛政4年（1792年）3月15日（または寛政3年（1791年））、先代藩主・松平乗保の次男として生まれた。幼名は幸之進。後に卓太郎と改めた。
文化4年（1807年）冬、16歳で諸大夫・河内守に任じられ、江戸城の雁之間に出仕し、将軍徳川家斉に謁見した。
文化8年（1811年）11月、福知山藩主の朽木綱方の妹と婚姻したが、文化11年（1814年）に離縁した。その後は正室は持たず、側室の千葉氏の娘との間に3男1女が生まれた。
長兄の乗友が早世していため、文政9年（1826年）6月、父の乗保の卒去により岩村藩主となり能登守に改め、9月13日に、老臣の味岡杢之亟と丹羽瀬清左衛門を伴って将軍に御目見した。
文政10年（1827年）、大坂加番に任じられた。文政12年（1829年）2月、代官の橋本祐三郎を死罪に処した。文政13年（1830年）6月、桜田門御門番に任じられた。
この頃の岩村藩では藩財政が悪化していたため、乗美は父の代からの家老である丹羽瀬清左衛門を用いて知行借上、倹約、新田開発、荒地の開発、桐・桑・杉・茶・栗などの苗の育成と国産所の設置などの財政改革を中心とした藩政改革に着手した。この改革は効果が大きく、藩財政は再建されたが、天保4年（1833年）からの天保の大飢饉による被害や、天保5年（1834年）の江戸藩邸の類焼、さらに改革で生産した木綿や絹織物が生産過多で逆に売りさばけなくなったり、改革を担っていた問屋や庄屋がそのために藩から出奔してしまうなどの事情もあって、改革は停滞した。しかも、この改革は領民に対する負担も大きかったことから、天保8年（1837年）5月、岩村藩内の52か村の代表らは改革の中心人物であった丹羽瀬を21か条にわたって弾劾する書状を岩村藩に突きつけ、乗美が要求を受け入れなければ丹羽瀬の屋敷を襲って殺すとまで脅迫するありさまだったとされている。このため、家老の大野五左衛門の仲介により、乗美は52か村の要求を受け入れて丹羽瀬を蟄居に追い込み、藩政改革も正式に中止した。以後、岩村藩の藩財政はさらに悪化していくことになった。
天保6年（1835年）2月、2度目の大坂加番に任じられた。天保12年（1841年）2月、3度目の大坂加番に任じられた。天保13年（1842年）11月16日、隠居して中務大輔と称し、次男の乗喬に家督を譲った。
弘化2年（1845年）8月20日に卒去した。享年54（または55）。

## 主な藩士
家老
- 澤井宇左衛門、佐藤勘平、丹羽瀬清左衛門、河合宗左衛門、大野五左衛門、黒岩助左衛門、味岡杢之允、森文五郎

用人
- 石橋三郎兵衛、境野音三郎、石寺十左衛門、力丸貫一郎、田中孫太夫